# いさましいちびのトースター
『いさましいちびのトースター』（THE BRAVE LITTLE TOASTER）は、アメリカのSF作家トマス・M・ディッシュが1980年に発表した短編小説。

## 概要
『ファンタジイ・アンド・サイエンス・フィクション』誌の1980年8月号に発表された。置き去りにされた電気器具が、自分たちを使ってくれる人間をさがす旅に出るという物語。ローカス賞や英国SF協会賞を受賞し、日本では星雲賞の海外短篇部門を受賞した。邦題は、グリム童話の『勇ましいちびの仕立て屋』のもじり。
好評によりアニメ映画『ブレイブ・リトル・トースター』が制作された。小説も続編『いさましいちびのトースター火星へ行く』が出版され、続編アニメの『ブレイブ・リトル・トースター 火星へ行こう!』も劇場公開されている。

## あらすじ
別荘に置かれた電気器具たちが相談をしていた。ご主人様は２年５ケ月ものあいだ、この夏別荘を訪れていない。電気器具たちがおきざりにされたのか、はたまたご主人様の身にケガや病気が起こったのか？。とりあえず電気器具たちは、もう少しのあいだ様子をみることにした。
２年10ケ月が過ぎるころ、トースターが発言した。「ラジオで聞いたけど、別荘に取り残された犬が何百キロも歩いて、飼い主のところへ帰ったらしい。ぼくたちもやってみないか」。ベッドについていたキャスターを、事務用椅子に取り付けて乗り物を作った。それに乗るのはトースター、掃除機、ラジオ、電気毛布、卓上スタンドの５台。道路地図も手にいれた。人間の目につくハイウェーなどは通れないので、森の小道を行く一行。森の中の自然は素晴らしく、花や小鳥に心が奪われてしまいそうだ。ある夜、野宿から目覚めると、電気毛布の姿が消えている。雷雨がきたときに、吹き飛ばされたらしい。毛布は高いオークの枝に引っかかっていたので、リスの夫婦に降ろしてもらった。そのお礼に、トースターはドングリの実を焼いてあげた。
やがて大きな川につきあたり、小道は途切れてしまった。でも古いボートを見つけたので、それに乗り込もうとしたところ、ボートの持ち主がやってきた。その男は、事務用椅子を川に投げ入れ、残りの電気器具をボートに積み込んだ。電気器具たちは立ち振る舞いや言葉から、この男は泥棒だと思った。ボートが対岸に着くと、泥棒は使えそうなラジオだけを小屋に持ち込み、他はゴミ置き場に捨てた。夜のあいだに電気器具たちは、ラジオを救い出す準備を進めた。掃除機は泥棒の車のバッテリーから充電した。卓上スタンドは割れた電球を交換した。乳母車を見つけて、新しい乗り物に改造した。泥棒を驚かす作戦が始まった。掃除機の棒から毛布が垂れ下がり、その上にはトースターが乗り、スタンドは毛布のすきまから光を出す。小屋から出てきた泥棒は、トースターのぴかぴかパネルに映った自分の顔に驚いて逃げてしまった。ラジオは無事に救いだされた。
電気器具が捨てられたゴミ置き場は、ご主人様のマンションから１キロほどしか離れていなかった。掃除機がビルの玄関を開け、エレベーターの14階のボタンを押した。部屋の呼び鈴を押すとミシンが出てきたが、見たこともないものだった。部屋を間違えたと思った掃除機が「失礼しました」と言うと、「その声はフーバーかい？」というなつかしいテレビの声。電気器具たちは、ついにご主人様の家に着いたのだ。
年寄りのテレビが、マンションのさまざまな電気器具たちを、５台の訪問者に紹介した。古くからの友達もいたが、初めて会う電気器具も多かった。それからご主人様が別荘に行かなかった訳も教えてくれた。奥さまが花粉症になったので、森のそばには行かずに海で過ごすことにしたらしい。そして、あの別荘が売られるということも。帰るべき家がなくなってしまうトースターたちは考えた。そこで、５台の電気器具をまとめて使ってもらうことを条件として、ラジオ番組の「交換会」に出品することにした。ラジオ放送が終わると、すぐにラジオを聞いた人から電話連絡があった。そして５匹の子猫と交換されて、老バレリーナの家に引き取られることになった。新しい女主人は几帳面できれい好きな性格なので、それからも５台の電気器具は、幸せな満ち足りた気分で働き続けることができた。

## 主な登場キャラクター
トースター
電気器具たちの中では、いちばん若い。一度に二枚のトーストを焼く。サンビーム社の製品。
掃除機
電気器具のなかでは年上でリーダー格。若い世代の掃除機を気にしている。フーバー社の製品。
目覚ましラジオ
時計つきなので時間にうるさい。AM専用で、FMを受信できないことを気にしている。
電気毛布
明るい黄色の電気毛布。ドライクリーニングを望んでいる。
卓上スタンド
首が自由に曲がる。貯蓄銀行の出身で、店で売られている器具との違いにときどき悩む。テンソル社の製品。
リス
ハロルドとマージョリーの夫婦。木に引っかかった毛布を助け、お礼としてトースターに木の実を焼いてもらう。
泥棒
旅の途中のトースターたちを拾い、ゴミ捨て場に運ぶ。

## 主な日本語訳
- 『いさましいちびのトースター』 浅倉久志訳、早川書房〈海外SFノヴェルズ〉、1987年 - イラストは吾妻ひでお
- 『いさましいちびのトースター』 浅倉久志訳、早川書房〈ハヤカワ文庫SF〉、1996年 - イラストは長崎訓子
- 『いさましいちびのトースター火星へ行く』 浅倉久志訳、早川書房〈海外SFノヴェルズ〉、1989年 - イラストは吾妻ひでお
- 『いさましいちびのトースター火星へ行く』 浅倉久志訳、早川書房〈ハヤカワ文庫SF〉、2000年 - イラストは長崎訓子

## 映画化作品
- 『ブレイブ・リトル・トースター』 - 監督・脚本：ジェリー・リース
- 『ブレイブ・リトル・トースター 火星へ行こう!』 - 監督：ロバート・ラミレズ
- 『ブレイブ・リトル・トースター レスキュー大作戦!』 - 監督：ロバート・ラミレズ